# Kerkhof van Auchy-au-Bois
Het kerkhof van Auchy-au-Bois is een gemeentelijke begraafplaats in het Franse dorp Auchy-au-Bois (departement Pas-de-Calais). De begraafplaats ligt rond de Église Saint-Gilles in het centrum van het dorp. De kerk en het kerkhof liggen op een hoger gelegen driehoekig terrein tussen de splitsing van twee wegen. Het kerkhof is afgebakend door een hoge bakstenen muur en is bereikbaar via een achttal traptreden.

## Britse oorlogsgraven
Tegen de noordoostelijke rand van het kerkhof ligt een perk met 8 Britse gesneuvelde militairen uit de Tweede Wereldoorlog. Zij waren de bemanning van een squadron Douglas Boston bommenwerpers toen twee van hen botsten nadat één was geraakt door een Duits luchtafweergeschut en crashten boven Fléchinelle.
- John Marquis Rankin, piloot bij de Royal Air Force werd onderscheiden met het Distinguished Flying Cross (DFC).

Hun graven worden onderhouden door de Commonwealth War Graves Commission, die de begraafplaats heeft ingeschreven als Auchy-au-Bois Churchyard.